# Izvoarele
Izvoarele es una comuna ubicada en el distrito de Teleorman, Rumania.

## Superficie
Posee una superficie de 41,09 kilómetros cuadrados.

## Demografía
Hasta 2021 la población era de 2048 habitantes, con una densidad de población de 49,84 habitantes por kilómetro cuadrado.